# Il portaborse
Il portaborse è un film del 1991 diretto da Daniele Luchetti.
La pellicola affronta, con personaggi e vicende di fantasia, la corruzione che pervadeva il mondo della politica italiana a cavallo degli anni ottanta e novanta. Per puro caso, il film si trovò ad uscire nelle sale proprio pochi mesi prima dell'inizio dell'inchiesta giudiziaria nota come Mani pulite che, partendo da un filone d'indagine sui finanziamenti illeciti ai partiti, travolse un intero sistema politico, sancendo di fatto il tramonto della cosiddetta Prima Repubblica.
L'opera si classificò al 26º posto tra i primi 100 film di maggior incasso della stagione cinematografica italiana 1990-1991 e nell'estate del 1991 fu presentata in concorso al 44º Festival di Cannes.

## Trama
Luciano Sandulli fa il docente d'italiano in un liceo della costiera amalfitana e abita in un'antica casa di interesse storico ma pericolante perché trascurata dal ministero dei beni culturali. Oltre al rischio di dover pagare di tasca propria la ristrutturazione, ormai improrogabile, sul suo bilancio grava il progetto di avere un figlio con Irene, collega che vive e insegna a Bergamo e con la quale s'incontra in albergo a metà strada, nei fine settimana. Per far quadrare i conti, il professore scrive perciò romanzi e articoli come scrittore ombra per Sartorio, stimato autore e giornalista in crisi artistica ed esistenziale il quale però, proprio quando l'insegnante avrebbe più bisogno di liquidità, lo pianta in asso. In tale clima d'incertezza anche la relazione a distanza fra Luciano e Irene attraversa un momento di stanca fino a rischiare d'interrompersi.

Nanni Moretti in una scena del film.

Cesare Botero, ministro delle partecipazioni statali, è informato dallo stesso Sartorio del secondo lavoro del professore e, notata la sua abilità letteraria, si reca col proprio personale in Campania per conoscerlo e convocarlo a Roma affinché lavori per lui: il suo ruolo sarà scrivergli discorsi e dichiarazioni pubbliche. Luciano accetta e da un giorno all'altro la sua vita cambia: gli arrivano soldi in gran quantità, la sua casa viene dichiarata monumento nazionale e restaurata a spese della soprintendenza, Irene ottiene il trasferimento nel miglior liceo della capitale e il politico gli regala un'auto di lusso. Pur affascinato dalla personalità di Botero, Luciano sospetta da subito di muoversi in un contesto poco limpido ma, appagato dal nuovo tenore di vita e mosso da una connaturata fiducia nelle istituzioni, prosegue nel suo incarico contentandosi delle spiegazioni evasive che riceve da altri portaborse del ministro, come il grezzo e cinico Remo Gola.
Le imminenti elezioni politiche vedono Botero, nel collegio elettorale di Mantova, contrapporsi al ministro delle finanze in carica Federico Castri il quale, poco tempo prima, ha bloccato una sua proposta di legge per la privatizzazione di alcune aziende pubbliche, causando le sue dimissioni e la conseguente crisi di governo. Durante l'accesa campagna elettorale, Luciano si imbatte più volte in Francesco Sanna, direttore di un quotidiano di sinistra e tenace detrattore di Botero, dei cui articoli era già venuto a conoscenza attraverso i temi di italiano dei suoi studenti, rimproverandoli peraltro di accettarne acriticamente le idee. Il professore nota ripetutamente anche la presenza di un certo Carissimi, un molestatore che segue tutti gli spostamenti di Botero minacciandolo, a parole o con l'ausilio di un cartello, di rivelare scomodi segreti sul suo conto.
Nel frattempo, i dubbi di Luciano sulla trasparenza dell'ambiente politico che lo circonda aumentano: Polline, segretario particolare del ministro, gli rivela con disinvoltura che il partito custodisce un voluminoso archivio in cui sono schedati tutti gli elettori che hanno ottenuto favori in cambio del voto e la cui esistenza Botero aveva fermamente negato proprio a Sanna in un confronto televisivo; il direttore sanitario di un ospedale che costituisce un potenziale bacino di voti per Botero gli spiega come sia possibile, pilotando la combinazione delle preferenze da indicare sulle schede elettorali, tracciare con esattezza la provenienza dei voti di scambio e la stessa fedeltà degli elettori, aggirando così il segreto dell'urna; infine, a pochi giorni dalle elezioni, lo stesso Polline viene inquisito per tangenti riconducibili al ministro.
Quando però Luciano chiede conto al suo capo di tutti questi illeciti, che di fatto egli stesso contribuisce a coprire nei discorsi che gli scrive, il politico lo mette seccamente a tacere, rinfacciandogli tutti i vantaggi personali di cui finora ha goduto grazie al suo incarico e irridendo perciò la sua presunta onestà come ipocrita e ingenua, oltre a negargli, a mo' di sfregio, una sua intercessione affinché sia riconosciuto il vitalizio previsto dalla Legge Bacchelli all'anziano e indigente poeta Carlo Sperati, del quale Luciano è amico ed estimatore. Pochi giorni dopo, tuttavia, tutto lo stato maggiore di Botero presenzia ai funerali del poeta, morto suicida, e durante la funzione lo stesso ministro tiene un elogio funebre nel quale, tessendo con grande ipocrisia le lodi del defunto, arriva ad attribuirsi l'interessamento diretto per il sussidio e ad incolpare «la burocrazia» del fatale ritardo.
Sconvolto dal lutto e da quanto ha appena udito, Luciano all'uscita dalla chiesa s'imbatte in Sanna e Carissimi che lo invitano a salire in macchina con loro e lo portano all'archivio di Stato; qui Carissimi recupera le schede elettorali delle elezioni che dieci anni prima avevano visto l'inizio dell'ascesa politica del suo ex amico Botero, durante le quali aveva lavorato come scrutatore, e confessa a Luciano di aver manipolato tutte le schede bianche o senza preferenza a favore del futuro ministro il quale, per il servizio, non lo ha mai ripagato. Grazie poi ad altri elementi raccolti nel tempo da Sanna, il professore è costretto ad ammettere – anche e soprattutto a se stesso – che Botero sin dal momento della sua entrata in politica non ha fatto altro che perseguire i propri interessi personali.
Luciano torna furente nell'albergo di Mantova, determinato ad affrontare il ministro, ma l'autista di questi lo respinge con un pugno in faccia. Subito dopo assiste, senza farsi vedere, a un dialogo tra il politico e Sebastiano Tramonti, suo predecessore al ruolo di scrittore di discorsi e ora commissario straordinario per le aziende pubbliche del polo chimico: Tramonti, uomo d'altri tempi e fondamentalmente onesto, si rifiuta di firmare un atto che garantirebbe a Botero una forte posizione in quel settore, grazie a società da lui segretamente controllate, e perciò il ministro lo minaccia in malo modo, decidendo infine di estrometterlo da ogni incarico. Quella stessa notte Juliette, la giovane interprete per la quale il professore aveva incominciato a provare un tenero sentimento, tenta il suicidio dopo che il ministro l'ha licenziata. Luciano scopre così che Juliette era anche l'amante di Botero e, su ordine di questi, partecipa attivamente al soccorso e al ricovero della ragazza, condotti nella massima segretezza per evitare lo scandalo. L'indomani mattina il professore dà le dimissioni, consegnando di persona al politico una lettera molto caustica. Con la rinuncia all'incarico, Luciano perde immediatamente gran parte dei privilegi ottenuti in precedenza, incluso il trasferimento a Roma di Irene, la quale nel frattempo è finalmente rimasta incinta.
La sera degli scrutini per le elezioni politiche, il professore torna un'ultima volta al quartier generale di Botero per restituire le chiavi della casa di Roma; qui origlia per caso una telefonata di Remo Gola a Marco Tullio Illica, programmatore al centro meccanografico della prefettura e militante di lungo corso del partito, il quale tempo prima aveva supplicato proprio Luciano di intercedere presso il ministro per il rimpatrio di suo figlio, detenuto in Egitto per possesso di droga: intuisce così che Gola intende servirsi del funzionario per falsare di nuovo le elezioni. Accompagnato da Sanna, Luciano si precipita immediatamente in prefettura ma, come i due evincono con stupore, Illica non si è lasciato corrompere e stavolta il risultato elettorale è autentico: Botero sta davvero vincendo e con lui anche Polline il quale, grazie all'elezione, potrà sfruttare l'immunità parlamentare per scampare al processo.
A scrutini conclusi Botero appare raggiante in televisione: con accanto moglie e figlio, commenta la propria vittoria tessendo le lodi di una battaglia politica «aperta, leale e democratica» e, nell'accusare i suoi avversari di incarnare la "vecchia politica", utilizza beffardamente proprio alcune frasi rivoltegli da Luciano nella sua sdegnata lettera di dimissioni. Il professore e Sanna seguono da un bar l'intervento del ministro, il quale annuncia anche che il giornale di Sanna, che nel frattempo ha pubblicato lo scoop sul broglio elettorale di dieci anni prima, «...è stato raggiunto da un'ingiunzione fallimentare e si avvia a chiudere i battenti, per sempre».
Ormai definitivamente disilluso dalla politica e personalmente senza più nulla da perdere, Luciano tenta almeno di mettere un ultimo bastone tra le ruote di Botero rivelando per telefono a uno dei suoi studenti maturandi le tracce della prova scritta di italiano che dovranno sostenere l'indomani – l'ultimo favore del politico in cambio del silenzio sul tentato suicidio di Juliette – esortando il ragazzo a diffonderle il più rapidamente possibile in tutta Italia, affinché l'indomani mattina scoppi uno scandalo; subito dopo, il professore si accanisce assieme a Sanna sull'automobile che il ministro gli aveva regalato, distruggendola a colpi di mazze da golf, anch'esse regalategli dal ministro a spese degli elettori.

## Produzione
Il film fu prodotto dalla Sacher Film di Nanni Moretti; quest'ultimo ne è anche co-protagonista assieme a Silvio Orlando. Il ruolo del ministro Botero era stato originariamente offerto a Gian Maria Volonté, il quale però rifiutò perché non gli piacque la sceneggiatura. Per Moretti fu il primo ruolo principale al di fuori dei film da lui stesso diretti e l'interpretazione gli valse il David di Donatello come migliore attore protagonista nel 1991, riconoscimento per il quale condivideva la candidatura con lo stesso Orlando.
Lo stesso regista del film si ritagliò per l'occasione un piccolissimo ruolo, quello del giovane regista dello "sperimentale" spot elettorale di Botero, mentre la giornalista televisiva Rosanna Cancellieri fa una breve apparizione nel ruolo di se stessa. In qualità di produttore, Moretti aveva offerto un ruolo nel film a Paolo Villaggio, ma l'attore genovese dovette suo malgrado rifiutare per obblighi contrattuali che, all'epoca, lo vincolavano al produttore Vittorio Cecchi Gori.

## Riconoscimenti
- 1991 - David di Donatello
  - Migliore sceneggiatura a Daniele Luchetti, Sandro Petraglia e Stefano Rulli
  - Migliore attore protagonista a Nanni Moretti
  - Nomination Miglior film a Daniele Luchetti, Nanni Moretti e Angelo Barbagallo
  - Nomination Miglior regia a Daniele Luchetti
  - Nomination Migliore produttore a Nanni Moretti e Angelo Barbagallo
  - Nomination Migliore attore protagonista a Silvio Orlando
  - Nomination Migliore attrice non protagonista a Anne Roussel
  - Nomination Miglior montaggio a Mirco Garrone
  - Nomination Miglior sonoro a Franco Borni
- 1992 - Nastro d'argento
  - Miglior produttore a Nanni Moretti e Angelo Barbagallo
  - Nomination Migliore sceneggiatura a Daniele Luchetti, Sandro Petraglia e Stefano Rulli
  - Nomination Miglior attore protagonista a Silvio Orlando
- 1992 - Ciak d'oro
  - Miglior film a Daniele Luchetti[5]
  - Miglior attrice non protagonista a Angela Finocchiaro[5]
  - Miglior sceneggiatura a Daniele Luchetti, Sandro Petraglia e Stefano Rulli[5]
  - Miglior sonoro a Franco Borni[5]
- 1991 - Festival di Cannes
  - Nomination Palma d'oro a Daniele Luchetti